# Musculus extensor digitorum
Der Musculus extensor digitorum (lat. für „Fingerstrecker“) ist ein Skelettmuskel und einer der oberflächlichen Strecker des Unterarmes. In Höhe der oberen Reihe des Handgelenks zweigt sich der Muskel in vier Ansatzsehnen auf, die gemeinsam mit der Ansatzsehne des Musculus extensor indicis durch das vierte Sehnenscheidenfach des Retinaculum extensorum ziehen. Am Handrücken sind die Sehnen durch Brücken (Connexus intertendinei) miteinander verbunden, die ein isoliertes Strecken einzelner Finger (besonders des Ringfingers) verhindern.

## Funktion
Der Musculus extensor digitorum streckt die Hand und den zweiten bis fünften Finger.

## Vergleichende Anatomie
Bei den vierfüßigen Säugetieren wird der Muskel als Musculus extensor digitorum communis („gemeinsamer Zehenstrecker“, Syn. Musculus extensor digitalis communis) bezeichnet. Er entspringt hier ebenfalls am Streckknorren des Oberarmknochens (Epicondylus lateralis humeri), kaudolateral des Musculus extensor carpi. Am Vorderfußwurzelgelenk besitzt die Sehne des Musculus extensor digitorum communis bei allen Tierarten eine Sehnenscheide, die Vagina tendinis musculi extensoris digitorum communis. Die Ansatzsehne teilt sich in je einen Sehnenschenkel für jede voll ausgebildete Zehe und endet am Streckfortsatz des jeweiligen distalen Vorderzehenknochens. Pferde haben daher eine, Wiederkäuer zwei, Raubtiere und Schweine vier Sehnen. In Höhe des Zehengrundgelenks ist bei den Raubtieren ein Sesambein pro Endsehne ausgebildet. Wie beim Menschen ist der Muskel ein Strecker des Vorderfußwurzelgelenks und der Fingergelenke.
Darüber ist bei den vierfüßigen Säugetieren der Musculus extensor digitorum lateralis (seitlicher Zehenstrecker) ausgebildet.